# Engelbert III av Istria
Engelbert III av Istria, död 1173, var en italiensk monark. Han var regerande markgreve i markgrevskapet Toscana mellan 1134 och 1137. 